# エフレイム・ジョーンズ
エフレイム・H・ジョーンズ（Ephraim Jones、1849年4月8日 - 1932年12月24日）は、明治時代の日本で活動したアメリカ合衆国のバプテスト派の宣教師である。
1884年（明治27年）11月宣教師として横浜に着いた。12月より仙台に定住して東北地方の伝道に従事した。仙台で開いていたバイブル・クラスに仙台の尋常中学校の学生だった千葉勇五郎が参加した。千葉はジョーンズによりキリスト教に入信した。バプテスト派の指導者になった。熱心な伝道で日本のバプテスト教会では「東北の使徒」と呼ばれた。
1920年（大正9年）に、日本での活動を終え帰国した。